# Museo archeologico di Massa Marittima
Il museo archeologico di Massa Marittima è un museo situato nella piazza principale di Massa Marittima, sulla destra della cattedrale di San Cerbone.

## Storia
Il museo nasce nel 1867 con il nome di Museo Civico di Massa Marittima per volere di Stefano Galli di Modigliana, autore delle Memorie storiche di Massa, di mestiere insegnante e studioso di storia locale, fondato congiuntamente alla biblioteca senza una tipologia ancora individuata specificamente, ospitando al suo interno ogni genere di raccolta d'antiquariato. Inizialmente allestito nel convento di Sant'Agostino, venne successivamente trasferito nell'ex monastero di Santa Chiara e fu soltanto a partire dal 1875, con la prima donazione effettuata da Gismondo Galli, padre del fondatore del museo Stefano Galli, che il museo ha iniziato ad accogliere manufatti e reperti antichi, provenienti principalmente dai territori di Canino, Orte e Tarquinia, fino a divenire nel corso del tempo un'istituzione autonoma e specializzata in un'unica tipologia. Il museo incrementò i propri pezzi dopo numerose campagne di scavi effettuate a partire dagli anni venti del XX secolo nel territorio delle Colline Metallifere. Si ricordano le ricerche avvenute nelle località dell'Acquarello (1922), Le Tane (1925-1929), a Perolla (1925-1933), a Poggio Castiglioni (1926-1936) e soprattutto quelle nei pressi del Lago dell'Accesa (1922-1936) portate avanti, tra gli altri, dall'archeologo Doro Levi; altre campagne furono poi effettuate negli anni successivi alla seconda guerra mondiale, a partire dagli anni cinquanta, con ritrovamenti importanti nelle zone del Puntone di Scarlino (1949-1951), di Montieri (1949-1957), al Frassine (1952) e alla Marsiliana (1955-1958).
Nel 1958 il museo viene trasferito nel Palazzo delle Armi di piazza Matteotti, per poi essere nuovamente spostato, nel 1978, in alcune sale di quella che sarà la sua dimora definitiva: il Palazzo del Podestà in piazza Garibaldi. Sono in questi anni che il museo si arricchisce grazie all'acquisizione del suo pezzo più importante, la celebre stele di Vado all'Arancio, donata su intercessione del falegname Sergio Bucci dall'agricoltore Donato Arzilli, il quale l'aveva rinvenuta anni prima nel terreno per poi tenerla nel pollaio della sua fattoria ad affilare il becco delle galline. Di notevole importanza è da considerarsi la campagna di scavi effettuata a partire dal 1980 per conto dell'Università di Firenze nell'area archeologica del Lago dell'Accesa, dove è stato rinvenuto un insediamento etrusco legato principalmente all'attività mineraria che documenta un lungo periodo storico dal IX al VI secolo a.C. con il contributo dell'archeologo Giovannangelo Camporeale. Il museo passa così in gestione alla Cooperativa Colline Metallifere e nel 1993 viene completamente riorganizzato arrivando ad occupare tutti i piani del palazzo.
Nel 2004 il museo archeologico di Massa Marittima è iscritto alla rete museale provinciale Musei di Maremma e in quello stesso anno viene allestita una mostra permanente sull'archeospeleologia nel territorio massetano dal titolo L'uomo e le grotte, con tanto di ricostruzioni di grotte preistoriche a dimensione naturale. Il 1º dicembre 2011 viene inaugurata un'altra mostra permanente, Il Simposio etrusco. I corredi da banchetto dell'abitato del Lago dell'Accesa, una raccolta di suppellettili, utensili e corredi che allestivano i banchetti della tradizione etrusca.

## Edificio
Il museo è ospitato dal 1978 nel medievale Palazzo del Podestà, conosciuto anche come Palazzo Pretorio, anche se occupa l'intero edificio solamente dal 1993.
Il palazzo pubblico fu costruito intorno al 1225 per volere dei podestà di Massa Marittima, e successivamente fu residenza dei Commissari, dei Capitani di Giustizia e dei Regi Vicari. Si presenta come un imponente edificio a tre piani (piano terra più due piani superiori); la facciata è decorata da due file di bifore non in asse tra loro al primo e al secondo piano superiore, le prime dai profondi sguanci secondo uno stile lombardo, le seconde con una semplice modanatura. Tutta la facciata è inoltre pittorescamente costellata dagli stemmi dei podestà e dei capitani che si sono succeduti a Massa, oltre che gli stemmi del Comune e di Siena.

## Sale espositive

### Piano terra
La visita al museo archeologico inizia dal piano terra dove, superato l'ingresso con la biglietteria e la libreria, si trovano due corridoi dedicati all'archeologia preistorica del territorio massetano. Il primo, sulla destra, illustra i reperti dedicati ai periodi più antichi (paleolitico e mesolitico), mentre il secondo, di fronte alla porta d'ingresso, quelli dei periodi più recenti del passaggio dall'età della pietra all'età dei metalli (neolitico ed eneolitico).

#### Sezione preistorica: paleolitico e mesolitico
Lungo il corridoio che collega le due sale dedicate alla prima parte della sezione preistorica è proposto un calco dello scheletro completo di Oreopithecus bambolii rinvenuto a Baccinello nel 1958 (l'originale è custodito al Museo di storia naturale di Firenze) e un pannello illustra la storia di questo primate scomparso, i cui resti fossili sono stati scoperti per la prima volta nel 1871 dal professor Igino Cocchi presso le miniere di lignite miocenica di Montebamboli, borgata massetana ad ovest della città; il nome stesso, bambolii, gli fu dato proprio in riferimento a Montebamboli dal paleontologo francese Paul Gervais che per primo studiò i suddetti resti. Di fianco all'oreopiteco segue un pannello a colori che illustra sinteticamente le tappe dell'evoluzione umana.
La prima sala del museo è dedicata all'industria litica del Paleolitico superiore, con raccolte di numerosi reperti come grattatoi, bulini, punte, lame a dorso, becchi, raschiatoi, provenienti da tutto il territorio locale. Un pannello illustra al visitatore la campagna archeologica del 1972 condotta nei pressi di Gavorrano, nelle vicinanze della Strada statale 1 Via Aurelia, dove è stato rinvenuto un importante sito preistorico ricco di manufatti riferibili all'industria litica e anche di pochi oggetti d'arte mobiliare in steatite: di questi oggetti in steatite il pezzo sicuramente più importante è un pendaglio di colore grigio oliva scuro, a profilo frontale subellittico, con foro all'estremità più sottile ed entrambe le facce decorate da solcature irregolari. Un'installazione espone ricostruzioni di lance ed altri utensili con oggetti originali del sito di Gavorrano, realizzati da Mario Bartoli. Allo stesso modo, un'altra installazione espone i reperti individuati nel territorio massetano presso l'area di Vado all'Arancio, dove dagli anni settanta in poi sistematiche campagne di scavi condotte dall'archeologa Francesca Minellono hanno riportato alla luce numerosi manufatti, soprattutto quelli legati al cosiddetto "riparo di Vado all'Arancio", una grotta preistorica aperta nel travertino la cui volta è progressivamente crollata sigillando il deposito archeologico. I reperti visionabili infine sono: manufatti litici del paleolitico superiore rinvenuti presso la grotta del Sambuco a Pianizzoli nel 1980; reperti provenienti dal sito di Le Tane, frutto degli scavi effettuati da Doro Levi nel 1939, del paleolitico superiore; elementi che testimoniano una grande occupazione nell'area circostante il riparo di Vado all'Arancio (Valle delle Rigattaie-Podere Riotto); manufatti dell'epipaleolitico e mesolitico provenienti dal Sasso di San Cerbone ; materiale litico (tra cui bracciali) del paleolitico inferiore dalla località Valmora nei pressi di Cura Nuova; raccolte di utensili del paleolitico medio rinvenuti in località Sant'Eugenia e Santa Paolina (Follonica) e presso il Podere San Lazzaro di Massa Marittima.

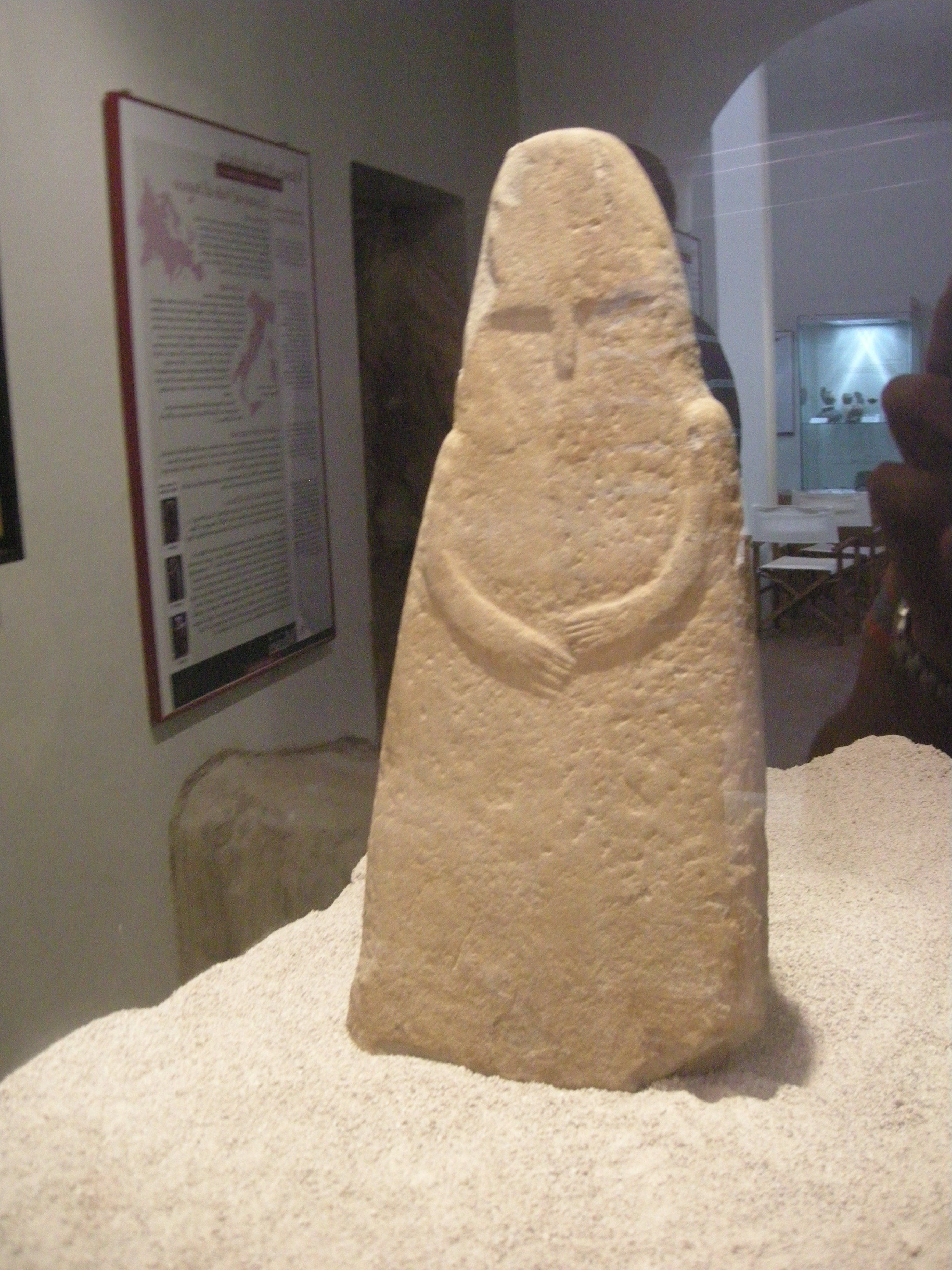
La stele di Vado all'Arancio

Nella seconda sala della sezione è possibile visionare una ricostruzione di grotta ad uso abitativo a dimensione naturale, realizzata in occasione della mostra sulle grotte del 2004. All'interno della grotta, il personaggio maschile è stato scolpito ispirandosi al profilo umano inciso su una lastrina di calcare di Vado all'Arancio, mentre il personaggio femminile è ispirato alla scultura in avorio chiamata Venere di Brassempouy.

#### Sezione preistorica: neolitico ed eneolitico
Prima di giungere nella saletta didattica che costituisce il centro di questa sezione, attraversando uno stretto corridoio si arriva all'installazione contenente il più celebre manufatto e simbolo del museo: la stele di Vado all'Arancio (III millennio a.C.). Subito prima della sala didattica si trova inoltre una seconda ricostruzione di grotta-tipo, questa volta ad uso funerario, esattamente come quella rinvenuta nei pressi di Perolla.
La grande sala didattica, realizzata con il contributo dell'Unione europea e della Regione Toscana, si occupa dell'archeospeleologia, disciplina scientifica che unisce le competenze dell'archeologo con quelle del geologo e dello speleologo. Alcuni pannelli illustrano la storia della disciplina con i particolari risultati positivi di Massa Marittima, fornendo informazioni sulle grotte preistoriche sparse per il territorio massetano e mostrando direttamente al visitatore gli strumenti e le attrezzature utili per lo svolgimento delle ricerche. Numerose installazioni espongono i ritrovamenti neolitici di molte grotte del territorio, molte di esse usate dall'uomo durante l'eneolitico come luogo di sepoltura, permettendo quindi di riportare alla luce ossa di individui di ogni sesso ed età, oltre che arredi funebri come collane,  pugnali in rame, punte di freccia e ceramiche.
- Grotta Prato, scavata dall'Università di Pisa tra il 1979 e il 1980, conteneva i resti di novanta individui la cui età media oscillava tra i venti e venticinque anni;
- Grotta del Somaro, scavata dall'Università di Pisa tra il 1979 e il 1980, era utilizzata come grotta sepolcrale durante l'età del bronzo antico;
- Grotta della Spinosa, situata lungo il corso del torrente Gavosa nei pressi della borgata di Perolla, ospitava i resti di numerosi individui di ogni età e fu utilizzata a scopo funerario tra la fine del III e l'inizio del IV millennio a.C..

Infine, altre installazioni mostrano i metalli del territorio di Massa Metallorum risalenti all'età del bronzo, come quelli rinvenuti nei ripostigli di Pianizzoli, della Speziala, ricco di panelle in rame scoperte durante dei lavori di aratura dai signori Funaioli, Mazzolani e Toninelli , e di Serrabottini, dove furono rinvenute delle panelle nel 1972 da Sergio Baldinacci presso il fosso di Sodacavalli.

### Piano superiore
Il piano superiore del museo, al quale si accede salendo la stretta scalinata posta di fronte alla biglietteria, conduce alla sezione dedicata agli Etruschi, attestati nel territorio massetano già dal IX secolo a.C., presumibilmente aventi come centro la città di Vetulonia, presso Castiglione della Pescaia. Molti dei reperti conservati nel museo sono stati restaurati subito dopo lo scavo presso il Museo archeologico di Firenze.

#### Sezione etrusca
La sezione etrusca è divisa in due parti: la prima che riguarda quei reperti rinvenuti durante gli scavi effettuati nel periodo tra le due guerre, molti dei quali già presenti nel museo civico prima della specializzazione in archeologico avvenuta solo successivamente; mentre la seconda riguarda le campagne di scavi portate avanti dagli anni ottanta nell'area del lago dell'Accesa, un bacino di origine sorgiva situato a pochi chilometri dalla città in una depressione di origine carsica formatasi molto probabilmente in epoca quaternaria.
Prima sala

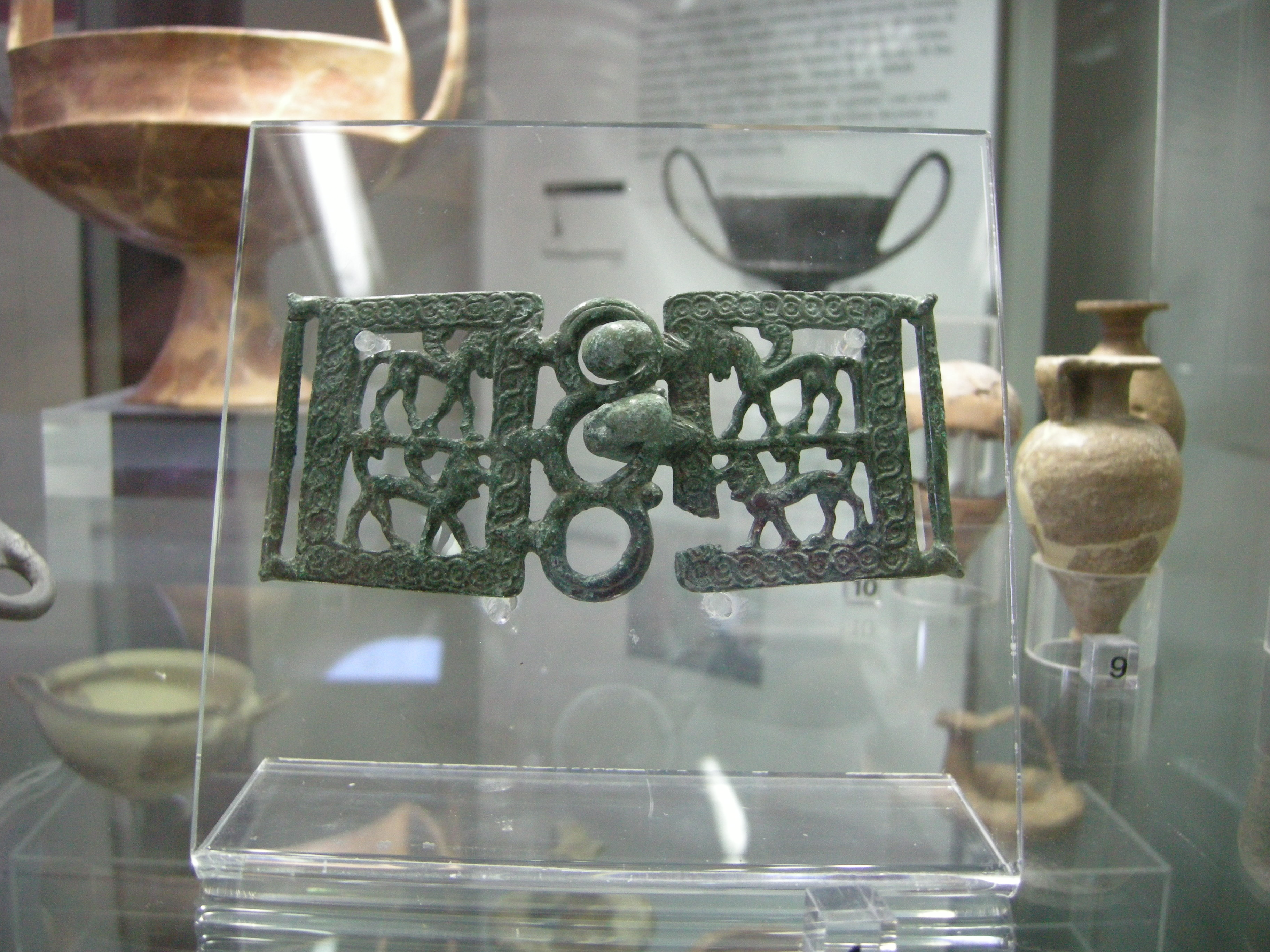
Fibbia etrusca del VII secolo a.C.

L'area del lago dell'Accesa fu scavata per la prima volta nel corso di tre campagne tra il 1928 e il 1930, sotto l'egida dell'archeologo Doro Levi e con la collaborazione di Gaetano Badii. La prima sala espone quindi numerosi reperti relativi alle necropoli situate nei pressi del lago, databili in un lungo periodo di tempo che va dal IX al V secolo a.C.. Il più rilevante sito di questo periodo è sicuramente il fosso di Sodacavalli, dove sono state portate alla luce tredici tombe a pozzetto (IX-VIII secolo a.C.); nel museo sono infatti esposti i vasi cinerari ivi rinvenuti, oltre che ciotole, fibule, ossuari, brocche e rasoi. Interessante il caso della tomba a pozzetto 6, databile nella prima metà dell'VIII secolo a.C. e luogo di una sepoltura femminile, dove sono stati ritrovati alcuni oggetti bronzei indossati dalla defunta, come cinque fibule ad arco ingrossato, una fibula ad arco serpeggiante, un'armilla, ma soprattutto una cintura a fascia con fermaglio a disco, ventitré fuseruole d'impasto ed una brocchetta askoide (vaso per versare con collo decentrato) di tradizione nuragica. Interessanti anche i bottoni nuragici rinvenuti sempre presso il fosso di Sodacavalli nelle vicinanze del Podere Nuovo. Un'altra brocchetta askoide è esposta dopo essere stata rinvenuta presso la tomba 14 del Podere del Lago durante le campagne di scavi del 1991 e 1992. Ciò testimonia possibili scambi e contatti tra le popolazioni sarde e quelle vetuloniesi.
Si segnalano qui le principali necropoli scavate in questo periodo storico con i corredi funebri esposti al museo:
- Corredi della necropoli del Campo Nuovo (una sepoltura a pozzetto e nove tombe a fossa databili all'VIII secolo a.C.).
- Corredi del VI secolo a.C. rinvenuti nelle tombe delle necropoli di Podere del Lago, dove si alternano sepolture a fossa con sepolture a fossa entro circolo (dette cassoni) e con tombe a camera.
- Reperti metallici del ripostiglio di Valpiana, anche se non è esclusa la possibilità che si trattasse comunque di una tomba data la presenza di alcuni manufatti in ceramica.
- Corredi della necropoli di Macchia del Monte (VII-VI secolo a.C.).

Nelle località di Campo al Ginepro, Macchia del Monte e Poggio Corbello sono inoltre stati rinvenuti, presso alcuni insediamenti di datazione e funzione ancora incerta, alcuni oggetti in bronzo, come monete, fibule e statuette. Infine, è esposta una copia di un bronzetto di Eracle degli inizi del III secolo a.C. ritrovata presso il Poggio Castiglione.
Da segnalare infine la presenza, in un angolo della sala, pur non essendo in alcun modo collegabile con il periodo etrusco, di alcune installazioni che espongono monete della Zecca massetana del periodo medievale (1317-1319), quando Massa Marittima possedeva un proprio conio. Vi sono esemplari del Grosso massetano (moneta d'argento da 20 denari) e del Denaro piccolo (moneta in lega a basso titolo d'argento), oltre che per i torselli in ferro utilizzati per la produzione delle monete.
Seconda sala
La seconda sala della sezione è dedicata all'esposizione di quei reperti rinvenuti presso l'insediamento etrusco nei pressi del lago dell'Accesa scoperti durante gli scavi iniziati negli anni ottanta ad opera dell'Università di Firenze. L'insediamento, data la sua posizione in vicinanza delle miniere, del lago e dei fiumi Bruna e Sovata, oltre che per la presenza di un terreno adatto a favorire l'agricoltura, si è sviluppato e popolato notevolmente, rimanendo abitato fino al I secolo d.C., già in pieno periodo romano-imperiale; ulteriori testimonianze hanno dimostrato inoltre che l'insediamento era già attivo sin dal Paleolitico. Sono però i secoli del periodo etrusco (IX-VI sec. a.C.) quelli che hanno visto la nascita di una vera e propria rete di piccoli villaggi con rispettive necropoli, articolata in quartieri distanti l'uno dall'altro alcune centinaia di metri.
Nella sala sono stati allestiti diorami e plastici che ricostruiscono in maniera fedele i diversi quartieri dell'insediamento, con particolare rilevanza data alla cosiddetta Area B, quartiere abitativo sviluppatosi sul crinale della collina di Macchia del Monte e ricco di reperti riferibili ai primi decenni del VI secolo a.C. L'allestimento ha suddiviso i reperti provenienti dalle tombe da quelli invece rinvenuti presso le abitazioni.
Per quanto riguarda le tombe, segnaliamo:
- Tomba 1, tomba a fossa. Tra i reperti esposti provenienti da questa sepoltura vi è un interessante corredo femminile: una navicella di ferro, due fuseruole, un'olletta con coperchio e un rilevante affibbiaglio bronzeo per cintura, decorato con cavalli alati e sfingi con ganci laterali a forma di figure leonine e femminili (databile all'ultimo quarto del VII secolo a.C.). Particolarmente ricco il vasellame, soprattutto bucchero.
- Tomba 2, tomba a circolo. Corredo riferibile al simposio: un'olla su alto piede, un'olletta, due ciotole ed un attingitoio (seconda metà del VII secolo a.C.).
- Tomba 7, tomba a fossa. Lo scavo ha portato alla luce resti ossei di due individui, uno di sesso maschile e l'altro femminile. Ricco corredo funebre di materiali ceramici, servizio da simposio. Tra i pezzi più rilevanti, un grande kantharos di impasto buccheroide con anse a nastro ed un skyphos di argilla figulina (seconda metà del VII secolo a.C.).

Nella sezione della sala dedicata invece alle abitazioni, è interessante una ricostruzione a grandezza reale di un antico telaio, derivato dall'analisi dei telai dipinti sui vasi etruschi e dai pesi, fuseruole e rocchetti rinvenuti. Nei vari complessi abitativi, nominati e classificati dagli archeologi e dagli studiosi con i numeri romani da I a IX, sono stati trovati numerosi oggetti ed utensili della vita quotidiana delle famiglie etrusche, come vasi, buccheri, cisterne per contenere l'acqua (pithos), fornelletti da cucina, macinini di pietra per la triturazione dei cereali, olle, ciotole, brocchette, bacili. Il complesso più rilevante è sicuramente il complesso I, articolato in sei vani, che ha dato alla luce un prezioso lekythos (boccetta porta profumo) databile al 575-550 a.C. proveniente dalla greca isola di Samo.
In un'ultima saletta, inoltre, è stata allestita dal 2011 la mostra permanente de Il simposio etrusco,  un'esposizione su vino, cibo e suppellettili dei banchetti etruschi.

## La mostra del Risorgimento massetano
Una menzione particolare merita la piccola mostra del Risorgimento massetano allestita nella saletta al piano terra alla sinistra dell'ingresso principale. La mostra è stata allestita dall'amministrazione di Massa Marittima in occasione dei 150 anni dell'Unità d'Italia, dopo che dagli anni ottanta, in seguito alla specializzazione del museo civico in museo archeologico, tutti gli ornamenti e i cimeli storici fin dal 1867 esposti al pubblico erano stati invece conservati nei magazzini. La parte più ricca della sezione è quella dei cimeli appartenuti al patriota e medico Apollonio Apolloni.